# 帕塞斯峰
63°27′S 57°3′W / 63.450°S 57.050°W
帕塞斯峰（英語：Passes Peak）是南極洲的山峰，位於葛拉漢地的特里尼蒂半島，海拔高度535米，在1945年由英國研究隊繪入地圖，現時由南極條約體系管理。